# Странє (Кршко)
Странє (словен. Stranje) — поселення в общині Кршко, Споднєпосавський регіон, Словенія. Висота над рівнем моря: 440,9 м.